# La Sauvetat, Puy-de-Dôme
La Sauvetat là một xã ở tỉnh Puy-de-Dôme trong vùng Auvergne-Rhône-Alpes miền trung nước Pháp.